# Dietrich von Hopfgarten

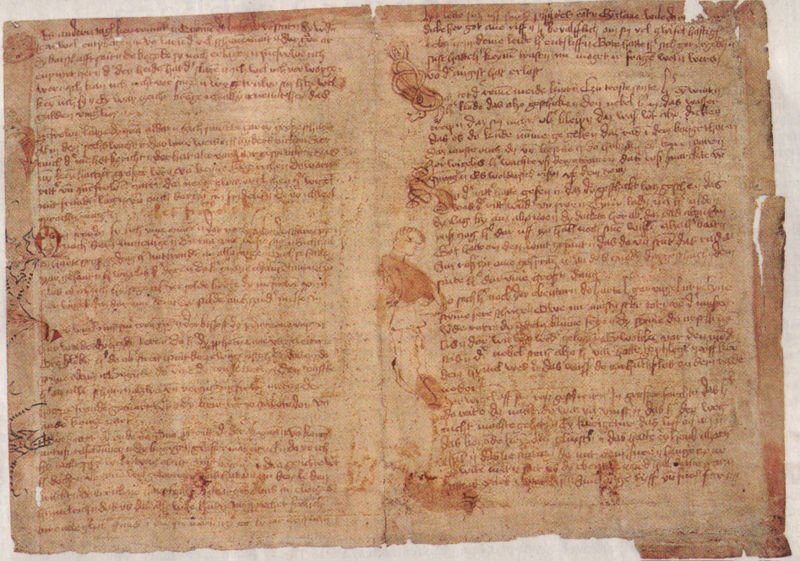
Bild des Handschriftenfragments

Dietrich von Hopfgarten war ein mittelalterlicher Dichter, der vermutlich in Thüringen lebte (er nannte sich wohl nach Hopfgarten bei Weimar). Sein einziges bekanntes Werk ist eine strophische Überarbeitung (im Berner Ton, Strophen mit je zwölf Versen) der wohl um 1220 gedichteten Erzählung Wigalois des Wirnt von Grafenberg.
Der Überrest einer Handschrift aus dem Jahr 1455 wurde 2006 von dem Jenaer Germanisten Christoph Fasbender in der Bibliothek des Erfurter Evangelischen Augustinerklosters (Bibliothek des Evangelischen Ministeriums im Augustinerkloster Erfurt) entdeckt. Erhalten ist nur ein äußeres Doppelblatt der letzten Lage des Manuskriptes, der weitaus größte Teil der Abschrift und damit des Textes (geschätzt etwa 10.000 Verse) ist verloren. Das Textfragment enthält eine Aventiure des Ritters Wigelis, der an den Hof König Artus’ kommt und dort den Auftrag erhält, ein unterjochtes Land zu befreien.
Das Manuskript wird am Institut für Germanistische Literaturwissenschaft der Universität Jena untersucht.